# Droit individuel à la formation
Pour les articles homonymes, voir DIF.
Le droit individuel à la formation (DIF), en France, est un dispositif destiné à permettre aux salariés des secteurs publics et privés de suivre des actions de formation continue. Créé par une loi du 4 mai 2004 et étendu à la fonction publique en 2007, ce dispositif est supprimé le 1er janvier 2015 et est remplacé par le compte personnel de formation (CPF). Le CPF reste actif tout au long de la carrière du bénéficiaire et ce, jusqu'à la retraite, sans corrélation désormais avec son statut ou son type de contrat (CDD ou CDI). Il s'adresse aussi bien aux salariés qu'aux demandeurs d'emploi. L'attribution du quota d'heures de formation se fait en fonction de la durée du travail (temps partiel ou temps plein).

## Présentation de la loi
Le droit individuel à la formation a été mis en place en droit du travail par la loi no 2004-391 du 4 mai 2004. Dans le nouveau code du travail il fait l'objet des articles L.6323-1 et suivants du nouveau code du travail. Il s'ajoute aux autres modalités de formation continue pour les salariés tout au long de leur vie active, que sont notamment le congé individuel de formation (CIF) et le plan de formation. Le DIF a été étendu à la fonction publique par deux lois de février 2007 et leurs décrets d'applications pris en 2007 et 2008. Les modalités en sont toutefois légèrement différentes.
Néanmoins, la loi n'impose aucune réglementation sur le cumul des droits individuels à la formation (DIF) et du congé individuel de formation (CIF). Il est donc possible de les cumuler selon des situations propres à chacun. Toutefois, ce cumul est différemment apprécié selon les OPCA.

## Application
Ce dispositif concerne tout salarié ayant au moins un an d'ancienneté dans l'entreprise, qu'il soit titulaire d'un contrat de travail à durée indéterminée ou non.
Ce droit correspond à une durée de 20 heures de formation par an (les périodes d'absence telles que : congé maternité, congé parental… sont intégralement prises en compte selon l'ancien art. L. 6323-2 du code du travail), cumulables dans la limite de six années pour les salariés à temps plein et de 120 heures quel que soit le nombre d'années pour les salariés à temps partiel. Au-delà de 120 heures, le crédit annuel est de 12 heures par an à concurrence de 150 heures. À défaut de son utilisation, le DIF plafonne donc à 150 heures.  Dans le privé, un accord de branche plus généreux peut prévoir une durée plus élevée. Dans les cas de temps partiel ou de CDD, les droits sont proratisés. Par exemple un salarié en CDD à temps partiel sur un contrat de 17,50 heures par semaine et une durée de contrat de six mois aura droit à 20 heures x 17,5 heures / 35 heures x 6 mois / 12 mois = 5 heures
En cas de licenciement, le « temps formation » est converti en « budget formation ». La règle habituellement appliquée par l'employeur est la suivante : nombre d'heures acquises au titre du DIF x 9,15 euros. Dans ce cas, l'éventuel différentiel est à la charge du salarié licencié.
Lorsque le salarié est licencié pour faute grave, il n'a pas de préavis, ce qui revient à le priver de son droit au DIF. Le ministère du travail laisse désormais la possibilité au salarié de pouvoir récupérer, s'il le souhaite, son DIF. Pour cela, le salarié doit formuler sa demande « pendant une période égale à celle du préavis qui aurait été applicable s'il n'avait pas été licencié pour faute grave ».
Depuis 2009, avec la réforme du contrat de travail (accord du 11 janvier 2008), un demandeur d’emploi bénéficiant d’une indemnité de chômage peut bénéficier de ses heures DIF en période de chômage. Les sessions sont alors dispensées par Pôle emploi. Et en cas d'embauche ces heures seront encore valides les deux premières années, en accord avec le nouvel employeur.

## Obligations et renouvellement
Chaque année l'employeur doit informer les salariés par écrit du total de leurs droits acquis au titre du DIF. Pour mettre en œuvre cette formation, le salarié doit prendre l'initiative de demander à son employeur son accord sur le choix de l'action de formation. Cela constitue le thème particulier de discussion lors de l'entretien professionnel.
Le thème de la formation peut être proposé par la branche ou la convention selon une priorité nationale, dans tous les cas il doit « relever des actions de promotion, d'acquisition, d'entretien ou de perfectionnement des connaissances ou des actions conduisant à l'acquisition d'une qualification inscrite au RNCP ». Il ouvre donc ultérieurement vers des actions de formation CIF, bilan de compétences ou VAE.
L'employeur dispose d'un mois pour accepter ou refuser la proposition du salarié ; à défaut de réponse dans ce délai, le salarié est en présence d'une décision implicite d'acceptation de son employeur et ce, dans les termes de la demande.
Le DIF doit normalement faire l'objet d'un accord écrit (sauf décision implicite d'acceptation). La formation se déroule en principe en dehors du temps de travail (sauf accord collectif ou convention, voire accord direct entre le salarié et son employeur). Les heures de formation réalisées durant le temps de travail ouvrent droit au versement du salaire ; celles réalisées en dehors du temps de travail ouvrent droit au versement d'une allocation de formation égale au nombre d'heures utilisées hors temps de travail x 50 % du taux horaire net moyen. Le droit individuel à la formation est pris en charge par un versement de l'Allocation de formation par l'employeur imputables sur sa contribution formation s'il occupe moins de 10 salariés. Il peut par ailleurs payer le salarié via le titre spécial de paiement (sorte de chèque sur le modèle du titre-restaurant).
Dans le privé, le salarié peut renouveler sa demande autant de fois qu'il le souhaite. Toutefois, en cas de désaccord persistant sur deux années d'exercices civils consécutifs, le salarié peut demander à l'OPACIF dont relève l'entreprise de prendre en charge la formation ; la formation se déroulera alors dans le cadre d'un congé individuel de formation (CIF).

## Cas particulier des contrats à durée déterminée (CDD)
Selon l'ancien article D. 6323-1 du code du travail, un salarié en CDD acquiert des droits à DIF s'il a travaillé au moins quatre mois (consécutifs ou non) au cours des douze derniers mois. Dans ces conditions, il peut exercer son droit à DIF (dans le cadre de la portabilité) en s'adressant à Pôle emploi ou à son nouvel employeur (Ancien art. L. 6323-18 du code de travail).
En cas de succession de CDD dans la même entreprise, le droit à DIF est ouvert dès l'instant où le salarié a acquis cette ancienneté de quatre mois sur les douze derniers mois. À l'issue de chaque CDD, l'employeur remet au salarié un certificat de travail mentionnant les droits à DIF que le salarié s'est ouverts.
En réponse à une question du député M. Le Fur, le ministre du travail Xavier Bertrand (JO Assemblée nationale, 1er mars 2011) a apporté une précision importante  « l’employeur est redevable des droits des salariés au titre du DIF au regard de l’ancienneté acquise dans la même entreprise et non chez un autre employeur. »

## Cas particulier des travailleurs temporaires (Intérimaires)
Pour bénéficier d'un DIF en tant qu'intérimaire, un salarié doit avoir effectué 2700 heures de travail temporaire dans les 24 derniers mois dont 2100 heures au sein de l’entreprise de travail temporaire où il en fait la demande. Cela lui donne droit à 40 heures de DIF.
Il peut ensuite accumuler 40 heures par tranche de 2700 heures travaillées. Ainsi, 5400 heures effectuées en tant qu'intérimaire sur 48 mois permettent d'accumuler un crédit de 80 heures, et 8100 heures sur 72 mois d'accumuler un crédit de 120 heures.
La demande de DIF doit être formulée en envoyant un courrier directement auprès de l'entreprise de travail temporaire, au plus tard un mois après la fin de la dernière mission. Passé ce délai, les droits au DIF sont perdus car il n'existe pas de DIF portable pour les  salariés intérimaires.
Les intérimaires n’ont pas accès au DIF portable. Le DIF intérimaire a été créé par un accord de branche de 2002, mais n’a pas été repris dans la loi de mai 2004 qui a créé le DIF. Concrètement, un salarié ayant acquis un droit à DIF intérimaire, ne peut pas mobiliser de DIF portable en tant que demandeur d’emploi.

## Portabilité
La loi du 24 novembre 2009 organise la portabilité du DIF qui peut être utilisé :
- lors du départ de l'entreprise avec une demande durant le délai de préavis et le financement de l'employeur (base 9,15 euros par heure) ;
- durant la période d'indemnisation par pôle emploi, après avis du référent pôle emploi et avec le financement de l'ancien OPCA ;
- pendant les deux premières années chez un nouvel employeur avec son accord (ou sans mais hors temps de travail) avec le financement par le nouvel OPCA du nouvel employeur (dans le cas d'une rupture du précédent contrat ouvrant droit à une prise en charge par l’assurance chômage).

En revanche, le départ à la retraite n'ouvre pas au DIF. 

## Remplacement par le CPF
La loi 2013-504 du 14 juin 2013 crée pour chaque personne, dès son entrée dans la vie active, un Compte Personnel de Formation (CPF) favorisant son accès à la formation professionnelle tout au long de sa carrière, destiné à se substituer au DIF.
Au 1er janvier 2015, le DIF est remplacé par le CPF pour les salariés du privé. 
Dans la fonction publique, le dispositif propre au DIF continue d'exister dans le CPF qui est l'une des composantes du nouveau compte personnel d'activité (CPA) avec le compte d'engagement citoyen (CEC).
La nouveauté du CPF par rapport au DIF réside dans la pérennité des crédits formation qui ne sont plus perdus par le travailleur quand celui-ci quitte la fonction publique ou l'intègre après avoir travaillé dans le privé.
Le CPF mentionne des périodes de professionnalisation et l'accompagnement professionnel par des tuteurs. 
L'utilisation du CPF se fait en priorité sur le temps de travail et l'agent peut gérer ce compte pour faire aboutir des projets professionnels indépendants de la structure qui l'emploie. Toutefois la mobilisation du CPF requiert tout de même l'accord de l'employeur.

## Droit individuel à la formation en Allemagne
À la suite de la Convention internationale du travail (Conférence générale de l'Organisation internationale du Travail) no 140 concernant le congé-éducation payé du 24 juin 1974, la République Fédérale d'Allemagne a convenu de mettre en place un congé-éducation payé ("Bildungsurlaub") à des fins de formation. Chaque région (Bundesland) a par la suite traduit en droit les mesures promises au niveau fédéral. Ces lois par région se basent sur un congé payé de 5 jours par an (hormis en Sarre). Par exemple, texte pour Hamburg : Hamburgisches Bildungsurlaubsgesetz. En Bavière et Saxe, il n'y a pas de loi pour le congé-formation.
Les fonctionnaires ont aussi droit au congé-formation (Sonderurlaubsverordnung VO, paragraphe 7).
Actuellement seuls 1 à 2 % (5 % à Brême) des employés utilisent leur droit à la formation. Cela est en partie dû aux doutes liés aux conflits juridiques réguliers autour des lois traitant de ce sujet.

## Droit individuel à la formation en Italie
Dans les années 1970, l'Italie s'est inspirée de l'initiative allemande et a créé ce qui est communément appelé "les 150 heures" (150 ore). Sur une période de 3 ans, les employés ont le droit d'utiliser 150 heures pour une formation tout en étant rémunérés.